# Chancre septorien du peuplier

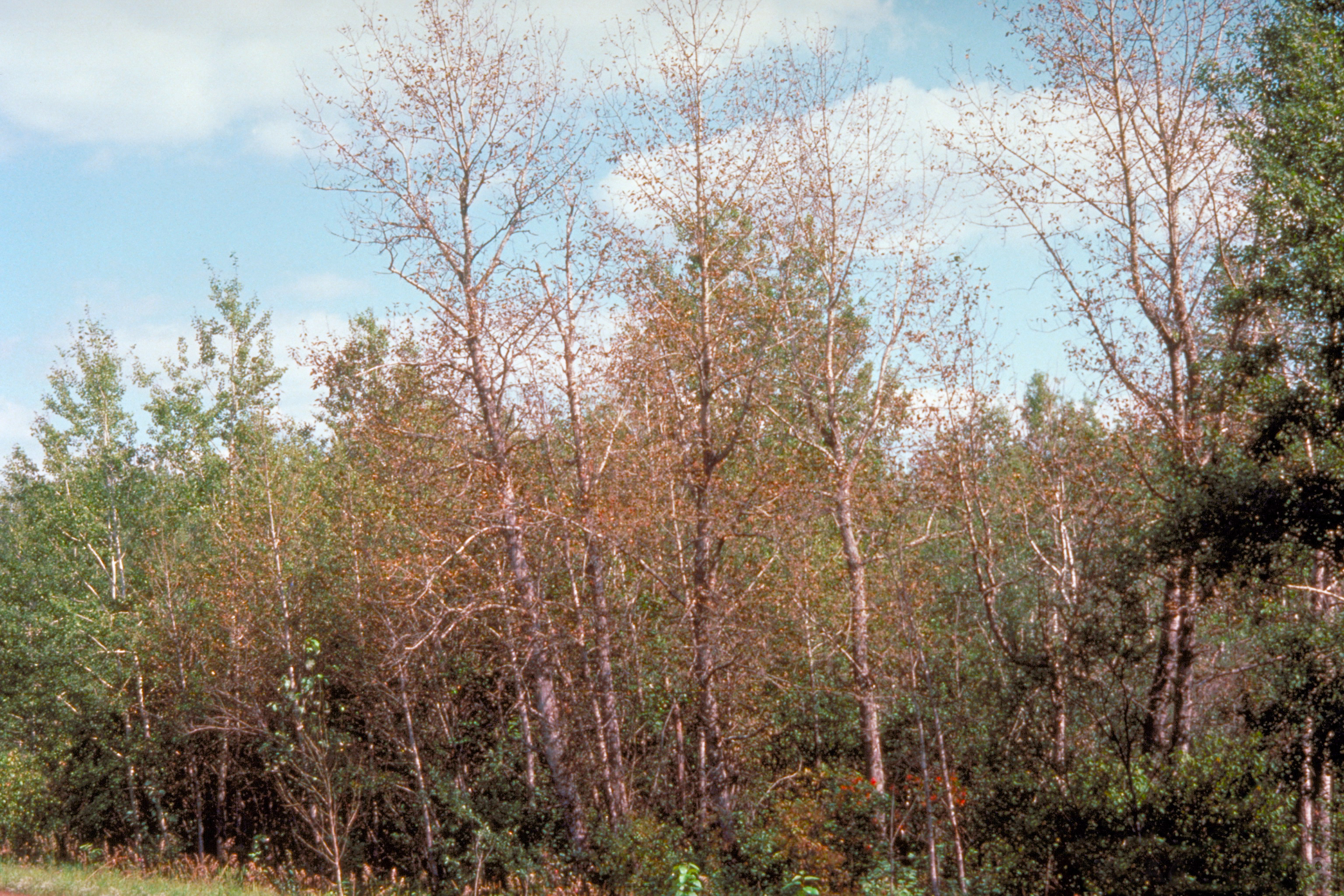
Peupliers atteints de dépérissement dû au chancre septorien (Minnesota).

Le chancre septorien du peuplier est une maladie fongique causée par Sphaerulina musiva (synonyme : Septoria musiva), espèce de champignons ascomycètes de la famille des Mycosphaerellaceae, qui affecte diverses espèces d'arbres du genre Populus (peupliers). Cette maladie est originaire de l'Amérique du Nord (États-Unis, Canada) et du Sud (Argentine) et est absente en Europe.
Elle se manifeste par l'apparition de taches foliaires et de nécroses et chancres sur les tiges.
L'infection se propage par la libération d'ascospores produits par les périthèces, qui se propagent au printemps grâce à la pluie et au vent. La lutte contre cette maladie consiste principalement à appliquer des mesures prophylactiques et à choisir des plants résistants ou tolérants à la maladie.
Cette maladie cause peu de dégâts sur les espèces de peupliers indigènes d'Amérique du Nord, mais elle peut provoquer de graves pertes dans des plantations de peupliers hybrides chez lesquels on constate des chancres sévères et des dépérissements.